# Äänekoski landskommun
Äänekoski landskommun (finska: Äänekosken maalaiskunta) var en kommun i Mellersta Finlands län. Antalet invånare var cirka 2 965 (år 1970) och arealen var 266 km² . Kommunkontoret låg i hemmanet Suojoki mellan byarna Honkola och Hietamaa, cirka 6 km nordsydväst om den nuvarande tätorten Äänekoski . Äänekoski landskommun var enspråkigt finskt.

## Historia
Det så kallade Gamla Äänekoski bestod av tätorterna Suolahti och Äänekoski med kringliggande byar. Byborna oroades över den snabba ändringen av befolkningsstrukturen, vilken hotade att lämna dem i minoritet. I början av 1930-talet utgjorde landortsbefolkningen endast en tredjedel av den totala befolkningen i hela kommunen.
Tankarna om att splittra Gamla Äänekoski uppstod redan på 1920-talet. Landsortsbefolkningen ämnade tillsammans med byn Kangashäkki i Urais grunda kommunen Niinikoski och en ansökan skickades till statsrådet år 1926. Inrikesministeriet beordrade senare att de nya kommunerna skulle bildas den 1 januari 1932. Vid splittringen uppstod förutom köpingarna Suolahti och Äänekoski även kommunen Äänekoski landskommun, som varken fick namnet Niinikoski eller inkorporerades med byn Kangashäkki. Landskommunen slogs samman med Äänekoski köping den 1 januari 1969 till den nya köpingen Äänekoski.

### Fotnoter
1. ↑  Kankaisten suku Äänekosken kauppalan nykyhistoria
2. ↑  Ääneseutu - kotiseutumme -tietokanta Äänekosken maalaiskunta Arkiverad 3 juni 2006 hämtat från the Wayback Machine.
3. ↑  Lantmäteriverket Kartplatsen
4. ↑   (på finska och svenska) ( PDF) Kommuner och kommunbaserade indelningar 2015. Finlands officiella statistik. Helsingfors: Statistikcentralen. 2015. sid. 64 (69 i pdf:en). ISBN 978–952–244–528–5. https://www.doria.fi/bitstream/handle/10024/103646/yksk28_201500_2015_net.pdf?sequence=1&isAllowed=y. Läst 10 april 2023